# Juan Martín Román
Juan Martín Roman Guglielmi es un futbolista argentino que jugó en la posición de Extremo izquierdo en  el Everton de Viña del Mar de la Primera División de Chile. 

## Trayectoria
Realizó su formación de juvenil en el Club Atlético Trebolense para luego fichar en las inferiores del Club Atlético Newell's Old Boys hasta el año 2019. 
Luego, tuvo un pasó por el equipo reserva de San Martín de Tucumán para después, en el año 2020, unirse al club Everton de Viña del Mar  de Chile, realizando su debut profesional frente a Deportes La Serena por la fecha 25 del torneo de Primera División de Chile 2020.

## Estadísticas
| Club                            | Div.       | Temporada  | Liga  | Liga  | Copas nacionales | Copas nacionales | Torneos internacionales | Torneos internacionales | Total | Total |
| Club                            | Div.       | Temporada  | Part. | Goles | Part.            | Goles            | Part.                   | Goles                   | Part. | Goles |
| ------------------------------- | ---------- | ---------- | ----- | ----- | ---------------- | ---------------- | ----------------------- | ----------------------- | ----- | ----- |
| Everton de Viña del Mar · Chile | 1.ª        | 2020       | 4     | 0     | —                | —                | —                       | —                       | 4     | 0     |
| Everton de Viña del Mar · Chile | 1.ª        | 2021       | —     | —     | —                | —                | —                       | —                       | 4     | 0     |
| Everton de Viña del Mar · Chile | Total club | Total club | 4     | 0     | 0                | 0                | 0                       | 0                       | 4     | 0     |
| Total club                      | Total club | Total club | 4     | 0     | 0                | 0                | 0                       | 0                       | 4     | 0     |
| 1.                              |            |            |       |       |                  |                  |                         |                         |       |       |